# Bicyclen
Bicyclen, auch bicyclische Verbindungen genannt, sind in der organischen Chemie eine umfangreiche Stoffgruppe von Verbindungen, die zwei verknüpfte Ringe enthalten.

## Einteilung
Man unterscheidet – je nach Art der Verknüpfung der Ringe – zwischen folgenden Typen:
- anellierte Verbindungen (beide Ringe enthalten eine gemeinsame Bindung)
- Spiroverbindungen (beide Ringe enthalten ein gemeinsames Atom)
- verbrückte Verbindungen (beide Ringe sind über zwei nicht benachbarte Atome verknüpft)

Beispiele für bicyclische Kohlenwasserstoffe, die je zwei fünfgliedrige Ringe enthalten:

Anelliert bicyclische Verbindung (kondensiertes Ringsystem)
Spirocyclische Verbindung (Spiran)
Vebrückt bicyclische Verbindung (Brückenringsystem)